# Liste der Handfeuerwaffen/I
Übersicht im Referenzwerk zu "Handfeuerwaffen H-Jyväskylä."

## IMI - Israel Military Industries
- IMI Jericho 941
- IMI Barak
- IMI Desert Eagle
- IMI Galil
- IMI Galil AR
- IMI Galil ARM
- IMI Galatz
- IMI Galil MAR
- IMI Galil SAR
- IMI SR-99
- IMI Magal
- IMI Uzi
  - IMI Mini-Uzi
  - IMI Micro-Uzi
  - IMI Para Micro-Uzi
- IMI Negev
- Tavor TAR-21
  - IMI Tavor 2
- IMI Timberwolf

## IM…
- HS Produkt HS2000
- Imbel MD (Brasilien - Sturmgewehr - MD1, MD2, MD3, MD4)
- Imbel MD97L Sturmgewehr
  - Imbel MD97LC
- Imbel SMTR-40 (Brasilien - Maschinenpistole - .40SW)

## Intratec
- TEC-9
  - Intratec DC-9 (USA)
- Intratec CAT-380
- Intratec CAT-45
- Intratec CAT-9
- Intratec TEC-22
  - Intratec TEC-25

## IN…
- INDEP LUSA Model A2
- Ingram Model 6
- Ingram Model 10
- Ingram Model 11
- INSAS AR556
- Interdynamik AB 10
- Interdynamic MP-9
- INTRAC HS95

## Ishapore
- Ishapore .410
- Ishapore 2A
- Ishapore Armory No.7 Jungle Carbine
- Ishapore No 1 Mk III
- Ishapore No 4 Mk 1

## IT…
- Ithaca Auto & Burglar (USA - Doppelflinte - Kaliber 20)
- Ithaca M37 (USA - Vorderschaftrepetierflinte)
- Ithaca M-6
- ITM AT84-S

## Ischmasch
- PP-19 Bison
- Dragunow-Scharfschützengewehr
- Kalaschnikow-Modelle